# Wilton (Connecticut)
Wilton ist eine Town im Fairfield County im US-Bundesstaat Connecticut. Das U.S. Census Bureau hat bei der Volkszählung 2020 eine Einwohnerzahl von 18.503 ermittelt. 

## Geschichte
Die ursprünglich 40 Familien der Gemeinde gründeten ihre eigene Kongregationskirche und erhielten von Norwalk die Erlaubnis, einen Pfarrer (Robert Sturgeon, der auch der erste Schulmeister der Stadt wurde) einzustellen, Schulen zu eröffnen und Straßen zu bauen. Während des Amerikanischen Unabhängigkeitskrieges 1777 nutzten die Briten Wilton als Fluchtweg nach ihrem erfolgreichen Überfall auf Danbury. Mehrere Häuser wurden entlang der Straßen Ridgefield, Belden, Danbury und Dudley niedergebrannt, aber die Stadt blieb unversehrt. Im Jahr 1802 erhielt Wilton von der Generalversammlung von Connecticut eine Town Charter und wurde eine von Norwalk unabhängige politische Einheit. Seit dem Ende des Zweiten Weltkrieges entdeckten wohlhabende New Yorker Wilton als erholsamen Zweitwohnsitz, inzwischen wohnen aber auch viele ganzjährig dort.

## Demografie
Nach einer Schätzung von 2019 leben in Wilton 18.343 Menschen. Die Bevölkerung teilte sich im Jahr auf in 88,4 % Weiße, 0,9 % Afroamerikaner, 8,3 % Asiaten und 1,9 % mit zwei oder mehr Ethnizitäten. Hispanics oder Latinos machten 3,6 % der Bevölkerung aus. Das mittlere Haushaltseinkommen lag bei 193.292 US-Dollar und die Armutsquote bei 2,5 %.

## Mit der Stadt verbundene Persönlichkeiten

### Söhne und Töchter der Stadt
- Samuel Eliot Bassett (1873–1936), Klassischer Philologe
- Dean Parisot (* 1952), Drehbuchautor, Regisseur und Filmproduzent
- Jessica Cumming (* 1983), Freestyle-Skierin
- Katherine Maher (* 1983), Managerin
- Lydia Hearst (* 1984), Schauspielerin

### In Wilton lebend
Wilton war oder ist Wohnsitz von einigen Prominenten, darunter Dave Brubeck, Theodore Bikel, June Havoc, Jane Powell und Ehemann Dickie Moore, Charles Grodin, Chris Elliott, Christopher Walken, David Canary, Linda Blair, David Rovics und Patty Hearst.